# Seredivka, Zhurivka
Seredivka (în ucraineană Середівка) este localitatea de reședință a comunei Seredivka din raionul Zhurivka, regiunea Kiev, Ucraina.

## Demografie
Componența lingvistică a localității Seredivka
     Ucraineană (97,94%)
     Rusă (1,93%)
Conform recensământului din 2001, majoritatea populației localității Seredivka era vorbitoare de ucraineană (97,94%), existând în minoritate și vorbitori de rusă (1,93%).